# O Gebo e a Sombra
O Gebo e a Sombra (französischer Titel: Gebo et l’ombre, auf Deutsch: „Gebo und der Schatten“) ist ein portugiesisch-französischer Spielfilm des portugiesischen Regisseurs Manoel de Oliveira aus dem Jahr 2012.

## Handlung
Ende des 19. Jahrhunderts geht der redliche, gebrechlich gewordene Buchhalter Gebo seiner Arbeit zunehmend unter Mühen nach. Mit seiner Frau und seiner ihm ans Herz gewachsenen Schwiegertochter lebt er in einfachen, von Mangel gekennzeichneten Verhältnissen. Die Familie überschattet der seit einigen Jahren verschwundene Sohn João. Um seine Frau nicht zu sehr zu entmutigen, erfindet Gebo Nachrichten des Sohnes, die er vorgibt, von Informanten zu erhalten. Eines Tages kehrt João überraschend zu Frau und Eltern zurück, und ein gelösterer Alltag kehrt in das Haus der Familie ein. Der verändert zurückgekehrte João erträgt die bescheidenen Verhältnisse jedoch immer weniger, bis er sich zu einer niederen Tat hinreißen lässt, die den wackeligen Frieden der trotz aller Sorgen stets ehrbar gebliebenen Familie umstößt.

## Produktion
Manoel de Oliveira (1908–2015) verfilmte hier den 1923 von Raul Brandão (1867–1930) geschriebenen, gleichnamigen Vierakter. Oliveira sieht hier die Thematik der Armut und ihre Wirkung auf die Menschen behandelt, und erkennt darin einen besonders aktuellen Bezug.
Der Film wurde vollständig in einem Filmstudio in Paris gedreht, auf ausdrücklichen Wunsch des Regisseurs. Er wurde 2011 gefilmt und hatte ein Budget von 1,6 Mio. Euro, finanziert u. a. vom portugiesischen Filmförderungsinstitut ICA und dem französischen CNC.

## Rezeption
Der atmosphärische, ruhige Film entfernt sich nur wenig von der Theatervorlage. So spielt er nur selten außerhalb der meist schwach erleuchteten Wohnstube der Familie. Die Kritik lobte die durchweg überzeugenden Leistungen der souveränen Darsteller, die hier stark im Vordergrund stehen, und deren Ausdruck dem Zuschauer so näher als gewöhnlich kommt. Jedoch wurde gelegentlich auch angemerkt, dass bei dieser Herangehensweise die Vorteile des Kinos gegenüber dem Theater nur wenig genutzt werden. Das Werk erhielt insbesondere in der französischen Presse teils Höchstnoten, wurde von einigen aber auch als wenig unterhaltend bewertet.
Der Film lief auf verschiedenen internationalen Filmfestivals, so bei den Internationalen Filmfestspielen von Venedig 2012, wo er außerhalb des Wettbewerbs gezeigt wurde. In Portugal war er sowohl beim Filmfestival des heimischen Films, den Caminhos do Cinema Português, als auch bei den Globos de Ouro-Preisen für die Kategorie Bester Film nominiert.
2013 erschien der Film als DVD sowohl in Frankreich (bei Epicentre Films), als auch in Portugal, hier im französischen Original mit portugiesischen Untertiteln (bei ZON Audiovisuais, einer Tochter der ZON Multimédia).